# Hélier de Jersey
Hélier (en Latin, Helerius) est un moine du VIe siècle originaire de Tongres en Belgique qui devint ermite à Jersey et donna son nom à Saint-Hélier, principale paroisse de l’île. La fête de saint Hélier est le 16 juillet.

## Biographie
Ayant quitté son pays natal, Hélier est arrivé au monastère de saint Marcoulf à Nanteuil. Marcoulf l’a envoyé avec un compagnon, Romard, à l’île de Jersey dont les habitants demandaient de l’aide contre les attaques de pirates. Une fois arrivé à Jersey, Hélier s’est installé sur un rocher dans la baie de Saint-Aubin d’où il voyait les voiles des navires des pirates au loin et pouvait signaler aux habitants de se sauver.
Après treize ans de prières et de miracles, les pirates se sont emparés de l’ermite et l’ont décapité. Selon la légende, le saint a pris sa tête dans ses mains et les pirates terrorisés se sont enfuis. Son compagnon Romard aurait retrouvé le corps du saint et l’aurait transporté à Bréville-sur-Mer (Manche). Les reliques du saint ont été gardées à Beaubec-la-Rosière jusqu’à la destruction de l’abbaye pendant la Révolution française.

## Postérité
Une chapelle construite sur le rocher habitée par le saint est un lieu de pèlerinage municipal à Jersey à l’occasion de la fête patronale.
L'église paroissiale de Saint-Hélier est consacré au Saint Patron de l'île Anglo-Normande de Jersey.
Des églises dédiées à saint Hélier existent en Bretagne et en Normandie, à Beuzeville (le saint y est représenté dans un vitrail de François Décorchemont), Rennes, Amécourt, Monhoudou. On le retrouve également dans plusieurs autres noms de commune de Normandie sous différentes formes  : 
- Saint-Élier  dans l'Eure
- Saint-Hellier dans la Seine-Maritime

Plusieurs vitraux de l'église Saint-Martin de Barentin, d'après des cartons du peintre Georges Mirianon, sont dédiés à la vie de Saint Hélier (Le miracle de la source empoisonnée, Le miracle du soldat à l'œil).
Des fontaines de saint Hélier réputées guérisseuses se trouvent à Bréville-sur-Mer, Saint-Hellier (Seine-Maritime), Saint-Jouan-des-Guérets (Ille-et-Vilaine).
Il y a aussi une banlieue de Londres, Royaume-Uni, dans les districts de Merton et Sutton, qui s'appelle St Helier (sans l'aigu). Elle fut nommée après Susan Jeune, la femme du 1er Baron St Hélier, qui prit son titre de la ville jersiaise.
Les communes suivantes ne portent pas le nom du patron de Jersey mais celui de saint Hilaire de Poitiers, IVe siècle, Père de l'Église :
- Saint-Hélier (Côte-d'Or), appelée autrefois Santus Hylarius
- Saint-Hilaire dans l'Orne et la Manche (Saint-Hilaire-de-Briouze, Saint-Hilaire-du-Harcouët, Saint-Hilaire-la-Gérard, Saint-Hilaire-le-Châtel, Saint-Hilaire-Petitville, Saint-Hilaire-sur-Erre et Saint-Hilaire-sur-Risle)

chapelle dédiée à Saint Hélier
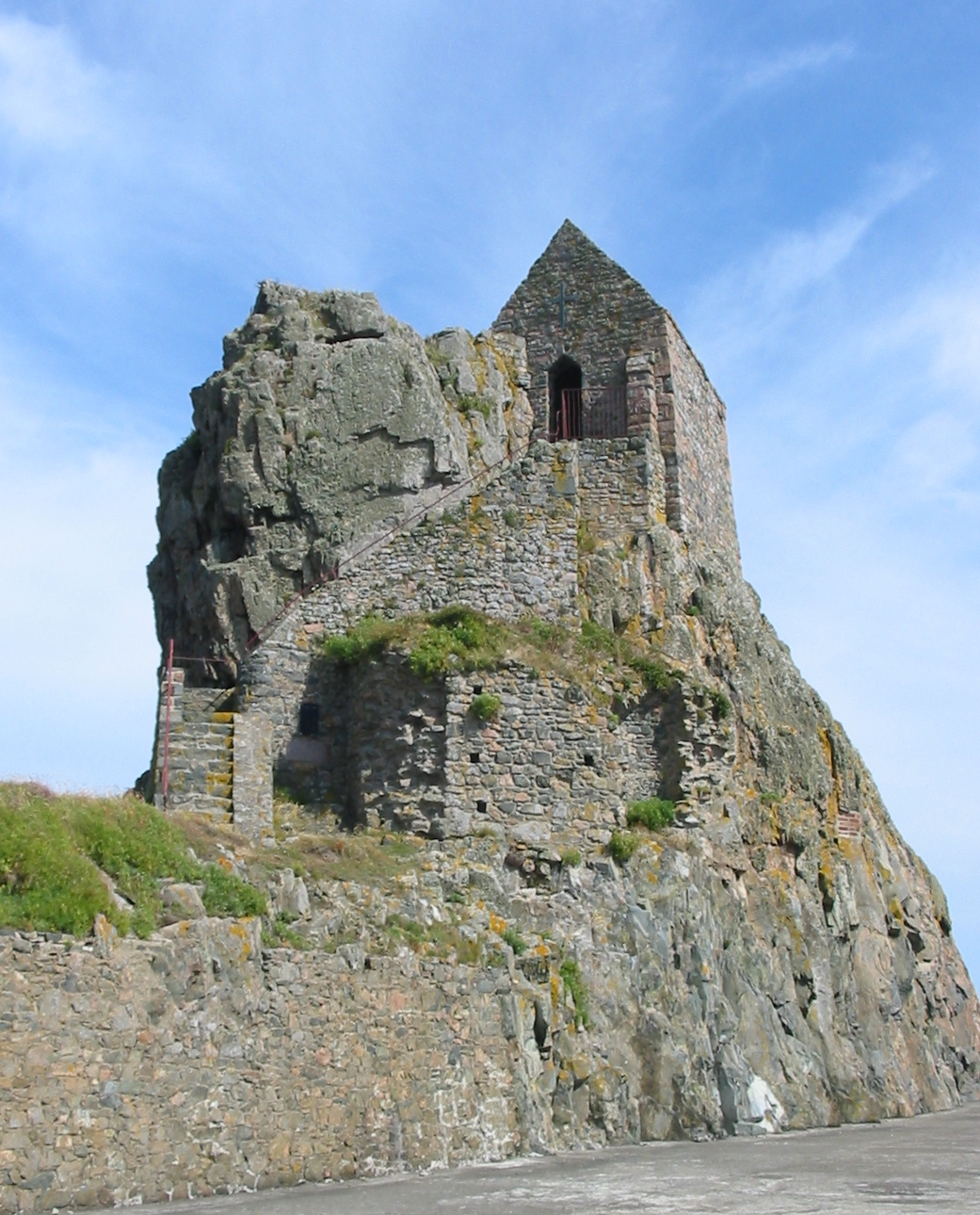
chapelle construite sur le rocher habitée par le saint à Saint-Hélier, Jersey
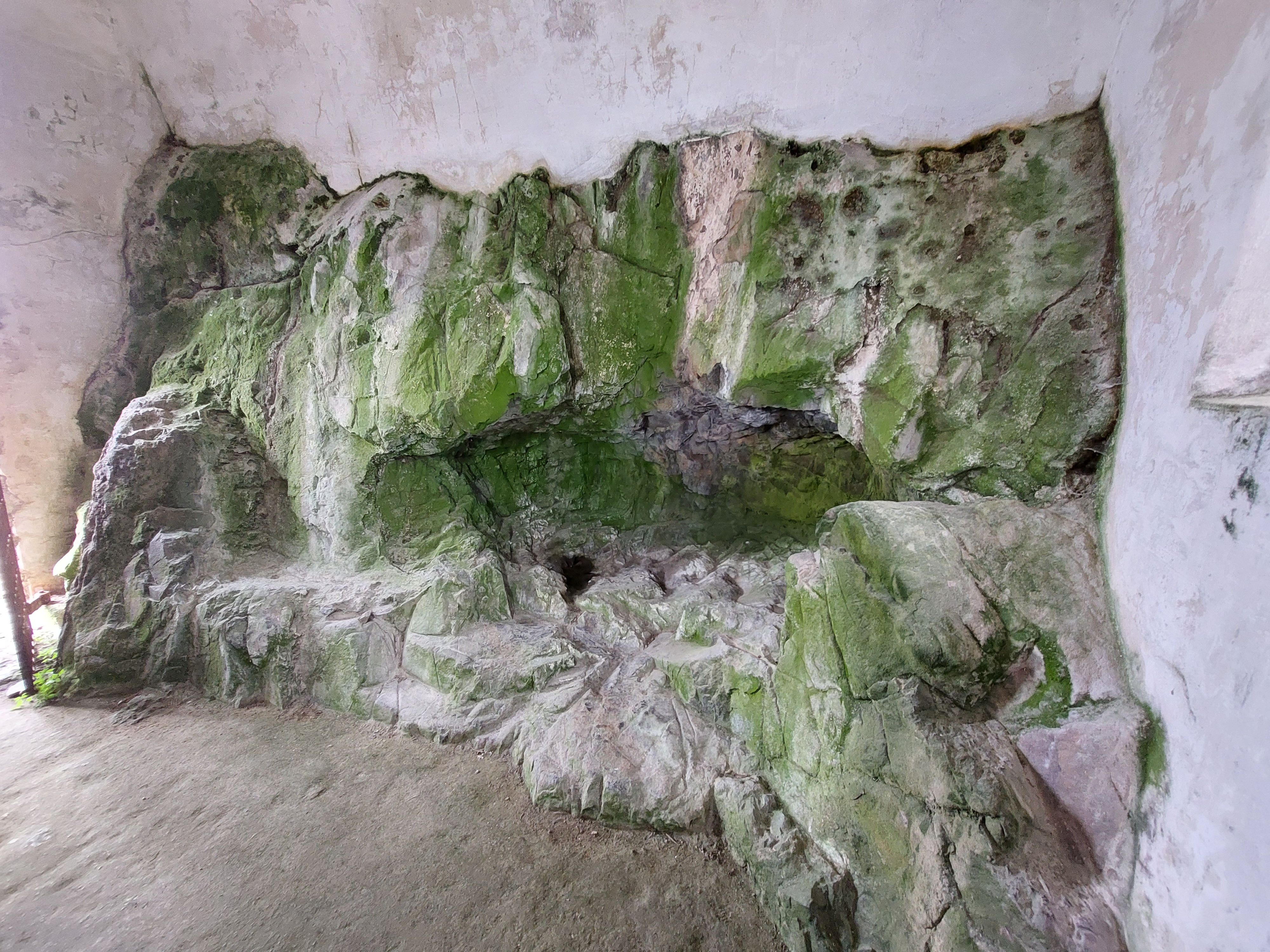
lit du saint, à l'intérieur de la chapelle, à Saint-Hélier, Jersey
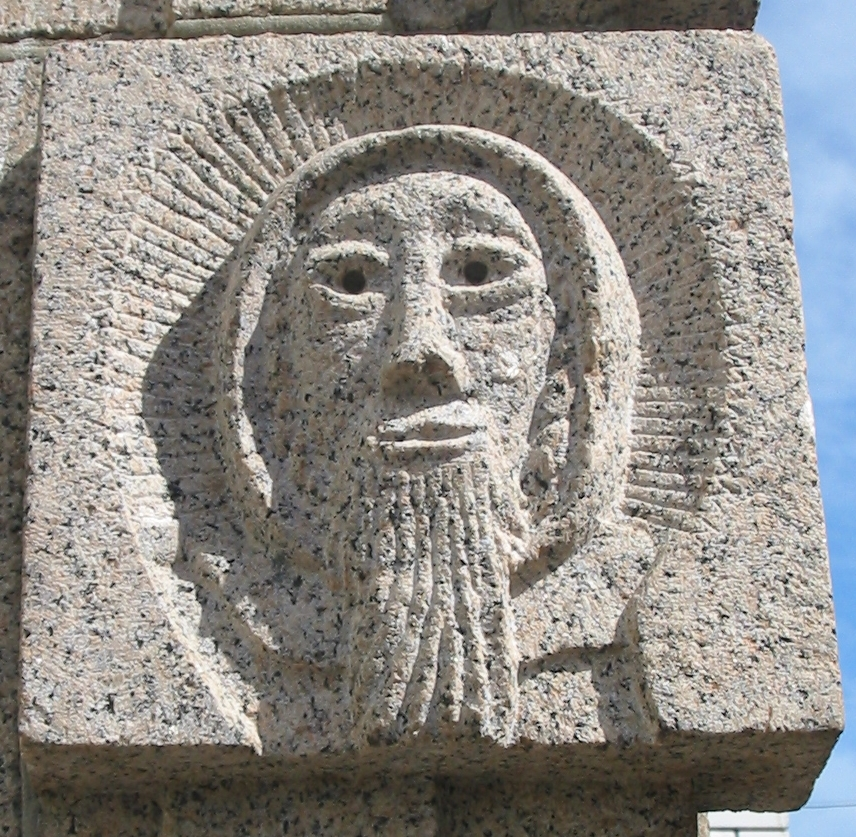
Le visage de saint Hélier est sculpté sur la Croix de la Reine à Saint-Hélier, Jersey
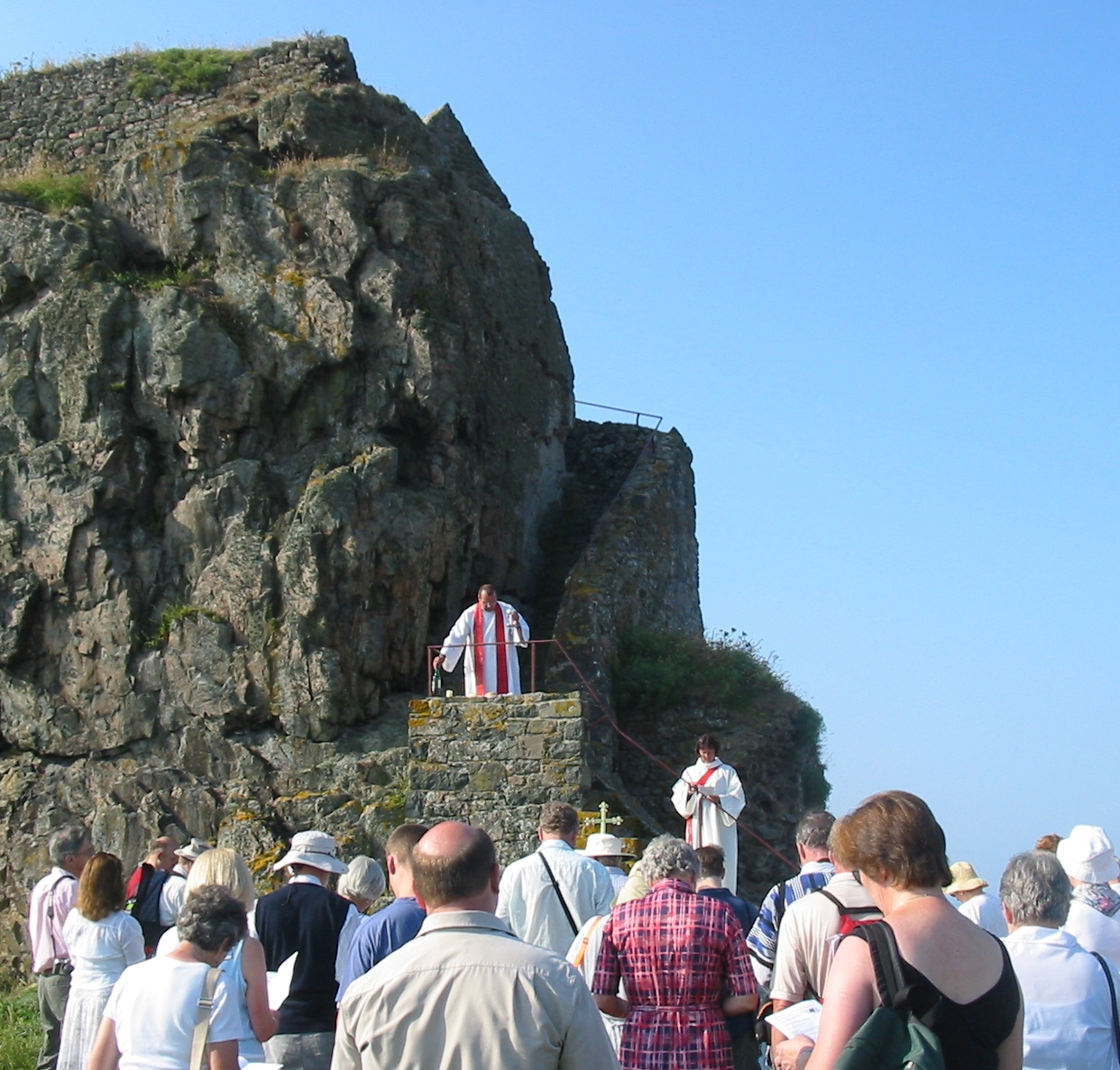
Eucharistie en plein air au pied du ‘‘Rocher de l’Hermitage’’ à Saint-Hélier, Jersey, lors du pèlerinage annuel